# Абай (Ескельдинский район)
Абай (каз. Абай) — село в Ескельдинском районе Жетысуской области Казахстана. Входит в состав Карабулакской поселковой администрации. Находится на реке Кусак примерно в 5 км к юго-востоку от посёлка Карабулак. Код КАТО — 196430200.

## Население
В 1999 году население села составляло 857 человек (419 мужчин и 438 женщин). По данным переписи 2009 года, в селе проживало 967 человек (485 мужчин и 482 женщины).